# The Nashville Edition
The Nashville Edition är en amerikansk vokalgrupp inom country, som bland annat sjöng med Elvis Presley, 1970-1971 och vars medlemmar var Dolores Edgin, June Page, Hurshel Wiginton och Joe Babcock.